# Cancale
Cancale (bretonă: Kankaven) este o comună situată în nord-vestul regiunii Bretania, în departamentul Ille-et-Vilaine, Franța. Localitatea este amplasată în nord-vestul golfului Mont Saint-Michel, la 10 km de Saint-Malo, pe Coasta de Smarald. Localitatea este formată din Orașul de Sus (La Ville Haute) care se află la altitudinea de 45 m deasupra n.m. și centrul cu o biserică, o piață cu prăvălii. Portul romantic (La Houle) oferă hoteluri și restaurante așezate direct la malul mării.

## Economie
Cancale este unoscut datorită stridiilor din regiune, acestea fiind cultivate în maricultură care profită de fluxul și refluxul mareelor din Golful Mont Saint-Michel. În anul 2000 s-au recoltat 5.000 t, de stridii care cresc normal în Pacific și 1.000 t, stridii europene.
Creșterea stridiilor în regiune, conform documentelor istorice, a început în secolul XIII. În prezent aceste crescătorii se întind pe o suprafață de 400 ha, ele aparținând de 50 de proprietari care au după anotimp între 150 și 300 de angajați. Venitul în anul 2000, obținut din vânzarea stridiilor s-a cifrat la suma de 3,8 milioane Euro. Pentru turiști există și un muzeu (La Ferme Marine) care oferă informații suplimentare despre stridii.

## Demografie
| 1793  | 1800  | 1806  | 1821  | 1831  | 1836  | 1841  | 1846  | 1851  |
| ----- | ----- | ----- | ----- | ----- | ----- | ----- | ----- | ----- |
| 3 177 | 3 003 | 3 414 | 4 121 | 4 880 | 5 151 | 5 230 | 5 065 | 5 826 |

| 1856  | 1861  | 1866  | 1872  | 1876  | 1881  | 1886  | 1891  | 1896  |
| ----- | ----- | ----- | ----- | ----- | ----- | ----- | ----- | ----- |
| 6 105 | 6 352 | 6 400 | 6 654 | 6 239 | 6 523 | 6 721 | 6 578 | 6 641 |

| 1901  | 1906  | 1911  | 1921  | 1926  | 1931  | 1936  | 1946  | 1954  |
| ----- | ----- | ----- | ----- | ----- | ----- | ----- | ----- | ----- |
| 6 549 | 7 061 | 7 627 | 6 635 | 6 340 | 6 029 | 5 635 | 5 569 | 5 463 |

| 1962                                                          | 1968  | 1975  | 1982  | 1990  | 1999  | 2006  | 2007  | - |
| ------------------------------------------------------------- | ----- | ----- | ----- | ----- | ----- | ----- | ----- | - |
| 5 236                                                         | 5 019 | 4 780 | 4 638 | 4 910 | 5 203 | 5 285 | 5 293 | - |
| Număr reținut începănd cu 1962: Populaţia fără numărări duble |       |       |       |       |       |       |       |   |

## Localități înfrățite
- Germania Arnstein;
- Franța Mittelwihr.